# Улица Койбаева (Владикавказ)
Улица Койбаева — улица во Владикавказе, Северная Осетия, Россия. Улица располагается в Иристонском муниципальном округе Владикавказа между улицей Армянской и Вишнёвым тупиком. Начинается от Армянской улицы.
Улицу Койбаева пересекают улицы Коста Хетагурова, Павленко, Кабардинская и Аксо Колиева.
Улица названа в честь осетинского общественного коммунистического деятеля Николая Давидовича Койбаева.
Улица образовалась во второй половине XIX века и впервые была отмечена на плане города Владикавказа «Карты Кавказского края» как Камбилеевская улица. Называлась именем правого притока Терека реки Камбилеевка. Упоминается под этим же названием в Перечне улиц, площадей и переулков от 1911 и 1925 годов.
8 августа 1968 года Камбилеевская улица была переименована в улицу Койбаева.
Значимые здания
- Северо-Кавказский филиал телекомпании «Мир»;
- д. 14 — памятник архитектуры, объект культурного наследия. Бывший дом Н. Сикоева. В этом доме с 1905—1910 гг. жила первая осетинская революционерка Надежда Евстафьевна Калоева и действовал подпольный революционный центр[4];
- д. 18 — памятник истории, объект культурного наследия. Дом, где в 1958—1961 гг. жила первая осетинка-археолог Серафима Степановна Куссаева[4].